# Polyterpnes polyrrhoda
Polyterpnes polyrrhoda là một loài bướm đêm trong họ Pyralidae. Chi này chỉ gồm một loài Polyterpnes polyrrhoda.